# Оркин, Кузьма Георгиевич
Кузьма Георгиевич Оркин (1908—1965) — советский учёный-нефтяник, в 1940—1941 директор Грозненского нефтяного института. Один из создателей новой отрасли нефтяной науки — физики нефтяного пласта.
В молодые годы — фрезеровщик завода «Красный молот».
Окончил Грозненский нефтяной институт (1931). Некоторое время работал инженером по ремонту скважин.
С 1932 года вёл научно-педагогическую деятельность в Грозненском нефтяном институте: ассистент, преподаватель, с 1935 заведующий кафедрой эксплуатации нефтяных месторождений Грозненского нефтяного института; директор (1940—1941), первый декан нефтемеханического факультета (с 1943), зам. директора. Во время войны — в эвакуации в Коканде.
По совместительству — старший инженер отдела добычи объединения «Грознефть».
Кандидат технических наук, профессор. Соавтор первого в СССР учебника «Физика нефтяного пласта» (1951, К. Г. Оркин, П. К. Кучинский).
Награждён орденом «Знак Почёта» (ноябрь 1945).
Сестра — Зинаида Георгиевна Оркина (1915—1962), лауреат Сталинской премии.